# Columbia (New Hampshire)
Columbia – miasto w Stanach Zjednoczonych, w stanie New Hampshire, w hrabstwie Coös.